# Tamalameque
Tamalameque – miasto w Kolumbii, w departamencie Cesar.